# Clint Mansell
Clinton Darryl Mansell (* 7. ledna 1963 v Coventry v Anglii) je britský hudebník a hudební skladatel, který byl nominován na cenu Zlatý glóbus.

## Tvorba

### Počátky
Byl hlavním zpěvákem a kytaristou britské skupiny Pop Will Eat Itself. Po jejím rozpadu v roce 1996 se dostal do světa filmu, poté co mu jeho kamarád a režisér Darren Aronofsky poskytl příležitost u filmu Pí. Ačkoli byl film kritiky přijat, široká veřejnost Mansellovu tvorbu téměř nezaznamenala.

### Requiem for a Dream
Jeho práci na filmu „π“ následovala další spolupráce na dalším Aronofskeho filmu "Requiem for a Dream", přičemž jeho tvorba se stala kultovním hitem. Trailer k filmu Pán prstenů: Dvě věže obsahoval přepracovanou verzi skladby Lux Aeterna, s plným využitím orchestru a sboru. Nahrávka s názvem "Requiem for a Tower" byla vytvořena speciálně pro trailer.
Od té doby je Lux Aeterna velmi populární, ať už jde o originální či orchestrální verzi, a objevuje se v mnoha reklamách a trailerech včetně trailerů k filmům Zathura, Šifra mistra Leonarda, Ztraceni, SAW a Sunshine.
Soundtrack k filmu Requiem for a Dream zároveň potvrdil jeho oblibu díky albu Requiem for a Dream: Remixed, které obsahovalo remixy od producentů, jako jsou např. Paul Oakenfold, Josh Wink, Jagz Kooner, Delerium a další.

### Další soundtracky
Mezi další úspěšné soundtracky se řadí hudba k filmu The Hole a skladba k pilotní epizodě Kriminálky New York. Za soundtrack k Aronofskeho filmu „The Fountain“ byl nominován na cenu Zlatý glóbus.

## Diskografie
- π (1998)
- Requiem for a Dream (2000)
- World Traveler (2001)
- The Hole (2001)
- Knockaround Guys (2001)
- Abandon (2002)
- Murder by Numbers (2002)
- Sonny (2002)
- The Hire: Ticker (2002)
- 11:14 (2003)
- Man on Fire (2004)
- Suspect Zero (2004)
- Sahara (2005)
- Doom (2005)
- The Fountain (2006)
- Trust the Man (2006)
- Sunshine (2007)
- Smokin' Aces (2007)
- Moon (2009)
- Black Swan (2010)
- Source Code (2011, pro nedostatek času jej nahradil Chris Bacon )
- Mass Effect 3 (2011)